# آن دانسان اندرسن
آن دانسان اندرسن (انگلیسی: Anne Dsane Andersen؛ زادهٔ ۱۰ نوامبر ۱۹۹۲) ورزشکار روئینگ اهل دانمارک است.
وی در مسابقات کشوری و بین‌المللی در مجموع برندهٔ ۱ مدال برنز شده‌است.